# Villieu-Loyes-Mollon
Villieu-Loyes-Mollon é uma comuna francesa na região administrativa de Auvérnia-Ródano-Alpes, no departamento de Ain.

## Demografia
Em 2006 Villieu-Loyes-Mollon apresentava uma população de 2 749 habitantes, distribuídos por 1 204 lares.
| 1901 | 1906 | 1911 | 1921 | 1926 | 1931 | 1936 | 1946 | 1954 |
| ---- | ---- | ---- | ---- | ---- | ---- | ---- | ---- | ---- |
| 612  | 553  | 459  | 479  | 516  | 545  | 550  | 537  | 515  |

| 1962 | 1968 | 1975  | 1982  | 1990  | 1999  | 2006  | - | - |
| --- | ---- | ----- | ----- | ----- | ----- | ----- | - | - |
| 601 | 732  | 1 512 | 1 801 | 2 182 | 2 407 | 2 749 | - | - |
| Para os censos de 1962 a 2006 a população legal corresponde à popolução sem duplicidades, segundo define o INSEE. |      |       |       |       |       |       |   |   |